# Testa di ponte di Algund
Testa di ponte di Algund è il nome dato ai resti di un presunto ponte romano nel comune altoatesino di Lagundo. Secondo degli studi condotti nel 2007/2008 si ritiene invece più plausibile l'ipotesi secondo cui il ponte risalga al XV secolo.

## Storia
Se la datazione romana è corretta, il ponte apparteneva alla via transalpina Claudia Augusta e conduceva in prossimità dell'antico insediamento di Statio Maiensis (Merano) attraversando l'Adige. Oggi rimangono della struttura solo alcune parti dell'accesso al ponte dalla sponda sinistra del fiume, dette "testa di ponte". Sulla sponda opposta invece nessun resto della struttura è pervenuto. Alla fine del XVIII secolo, un pilastro del ponte svettava nel mezzo del fiume. I resti del ponte sono composti da nove strati di blocchi di gneiss alti oltre 4 m e larghi 6,38 m. Su questo basamento fu in seguito collocata l'immagine della cappella, oggi visibile.
Fu Bernhard Mazegger il primo a suggerire che la costruzione della struttura risalisse all'epoca romana, in particolare al I secolo d.C., periodo in cui fu costruita anche la Via Claudia Augusta attraverso l'attuale regione del Tirolo. Il ponte aveva più campate, sulle quali correva probabilmente un tratto di strada di legno. Si ipotizzò che il ponte avrebbe continuato ad esistere dall'epoca romana fino al Medioevo grazie a varie ristrutturazioni. Le rovine del ponte sono ora tutelate in qualità di bene architettonico (vedi elenco dei monumenti architettonici a Lagundo).
Sia gli esami dendrocronologici sia le misurazioni al radiocarbonio, svolti dalla Soprintendenza ai Beni Culturali dell'Alto Adige tra il 2007 e il 2008, hanno permesso di far risalire al XV secolo d.C una costruzione in legno utilizzata come sottostruttura per il muro di pietra. Inoltre, la stessa struttura molto probabilmente fu costruita contemporaneamente al ponte. In seguito a questi esiti allora non è più plausibile classificare la struttura come romana.

## Foto storiche
|  |  |